# 체르마트-수네가 푸니쿨라
체르마트-수네가 강삭철도(독일어: Standseilbahn Zermatt-Sunnegga) 또는 짧게 수네가익스프레스(SunneggaExpress)로 알려진 체르마트-수네가 케이블카는 스위스 발레주의 지하 케이블카 철도이다. 그것은 체르마트의 리조트 마을에 있는 하부역과 수네가에 있는 상부역을 연결하고, 수네가 파라다이스 스키장으로 가는 경로의 첫 번째 연결을 형성한다. 케이블카는 2013년 도펠마이어에 의해 크게 현대화되었다.

## 상세
이 노선에는 다음과 같은 특징이 있다:
| 차량수    | 2                         |
| 정류장수  | 2                         |
| 구성      | 대피선이 있는 단선        |
| 트랙 길이 | 1,545 미터 (5,069 ft)     |
| 상승      | 698 미터 (2,290 ft)       |
| 평균 경사 | 48.7%                     |
| 최대 경사 | 63.3%                     |
| 트랙 궤도 | 1,000mm 미터궤            |
| 용량      | 차량당 200명의 승객       |
| 최대 속도 | 12 미터 매 초 (39.4 ft/s) |
| 운행 시간 | 3분                       |